# Kultura zezwoleń
Kultura zezwoleń - termin wprowadzony przez Lawrence'a Lessiga, opisujący system prawny, który zniewala twórczość i kreatywność. Cechami charakterystycznymi tego systemu jest brak wolności tworzenia oraz dominacja kultury profesjonalnych twórców. 